# Đỗ Thành Trung
Đỗ Thành Trung (Biệt danh "Trung Con") là một doanh nhân. Ông được báo chí đăng tải nhiều với tên gọi là "quái kiệt vùng than", Từ cậu bé bán kem đến ông chủ doanh nghiệp 600 tỷ đồng hay đại gia vùng mỏ. Ông hiện là Chủ tịch Tập đoàn INDEVCO, một trong những doanh nghiệp tư nhân được xếp hạng VNR500-Top 500 Doanh nghiệp Tư nhân lớn nhất Việt Nam năm 2010.

## Thông tin cá nhân
Đỗ Thành Trung sinh năm Bính Ngọ (1966) và là con trong một gia đình 9 người con ở xóm I, xã Khánh Thiện, huyện Yên Khánh - tỉnh Ninh Bình.

## Tài sản
Tập đoàn INDEVCO của ông Đỗ Thành Trung hiện đã và đang tham gia đầu tư các dự án sau:
- Nhà máy sản xuất kính ở Cửa Ông
- Công ty cổ phần Ngân Sơn INDEVCO – khai thác đá, than tại Quảng Ninh.
- Tổng Cty An Lạc Viên INDEVCO: được chính phủ cho phép thành lập để đầu tư xây dựng các Công viên đài hoá thân An Lạc Viên và Nhà tưởng niệm lưu giữ tro cốt tại các thành phố và các địa phương ở Việt Nam.[3]
- Cảng Cửa Suốt[4]
- Nhà máy Kính nổi Chu Lai trị giá 1.500 tỉ, là nhà máy kính nổi lớn nhất Việt Nam[5]. Đây là nhà máy kính đầu tiên của Việt Nam có công suất 900 tấn/ngày, với công nghệ tiên tiến, sản xuất các loại kính có độ dày từ 4 đến 25 mm, với nhiều chủng loại, kích cỡ.
- Đến tháng 10/2017 nhà máy kính CFG Ninh Bình với tổng mức đầu tư gần 3300 tỷ đồng đạt công suất 1200 tấn/ngày sẽ đi vào hoạt động